# Jarosław Drzewiecki
Jarosław Drzewiecki (ur. 30 kwietnia 1960 w Bydgoszczy) – polski pianista, profesor klasy fortepianu Akademii Muzycznej w Bydgoszczy, mąż pianistki Tatiany Szebanowej, ojciec pianisty Stanisława Drzewieckiego. Od roku 2009 Prezes Podkarpackiej Fundacji Rozwoju w Sanoku, organizator i twórca Wawer Music Festival oraz Międzynarodowego Forum Pianistycznego „Bieszczady bez granic”. Od 2018 profesor zwyczajny.

## Działalność muzyczna
Urodził się 30 kwietnia 1960 r. w Bydgoszczy. Tutaj uczęszczał do Podstawowej Szkoły Muzycznej do klasy fortepianu Selimy Morskiej. Dyplom Średniej i Państwowej Wyższej Szkoły Muzycznej w zakresie fortepianu uzyskał w Poznaniu w klasie prof. Andrzeja Tatarskiego (1983). Jeszcze jako student otrzymał wyróżnienie na XVII Festiwalu Pianistyki Polskiej w Słupsku. Kunszt pianistyczny, po dyplomie z wyróżnieniem poznańskiej uczelni, doskonalił na studiach podyplomowych w Akademii Muzycznej w Warszawie pod kierunkiem prof. Jerzego Sulikowskiego.
W latach 1986–1988 był asystentem-stażystą prof. Wiktora Mierżanowa w Konserwatorium Muzycznym im. Piotra Czajkowskiego w Moskwie (gdzie przez kilka lat mieszkał z żoną Tatianą Szebanową). Od 1983 r. był zatrudniony w Akademii Muzycznej w Bydgoszczy.
Po zdobyciu wielu prestiżowych nagród na konkursach muzycznych w latach 90., m.in. w Bolano (Włochy), Pretorii (Republika Południowej Afryki), Marsali (Włochy) oraz Porto (Portugalia), rozpoczął ożywioną działalność koncertową. Gościł we wszystkich ważniejszych salach koncertowych w Polsce - z Filharmonią Narodową w Warszawie włącznie. Odbył tournée koncertowe z orkiestrą po Rosji, Portugalii, Holandii i Republice Południowej Afryki. Był zapraszany jako pianista do udziału w prestiżowych międzynarodowych festiwalach muzycznych, m.in. w Jokohamie (Japonia), Lizbonie, Porto (Portugalia), Gaming, Wiedniu (Austria), Kapsztadzie (RPA), Rotterdamie (Holandia) oraz w Polsce: w Antoninie, Słupsku, Dusznikach Zdroju, Warszawie, Poznaniu i Bydgoszczy.
Prowadził także liczne kursy pianistyczne w Polsce i za granicą, m.in. w Konserwatorium im. Piotra Czajkowskiego w Moskwie, w Konserwatorium w Kijowie i regularnie, od 1994 r., w Konserwatorium w Porto. Uczestniczył jako juror w krajowych i międzynarodowych konkursach muzycznych, m.in. w Portugalii, na Ukrainie i w Estonii.
Dokonał licznych nagrań radiowych, telewizyjnych i płytowych dla Polskich Nagrań, Pony Canyon INC, IMC - Tokyo, DUX. Jego nagranie kompletu „Polonezów” F. Chopina dla japońskiej firmy „Pony Canyon INC” zostało płytą miesiąca w Japonii (1991). Jego płyta z „Wariacjami na temat Paganiniego” na fortepian i orkiestrę Witolda Lutosławskiego otrzymała nominację do nagrody fonograficznej „Fryderyk” (1997).

## Odznaczenia
- Order Białej Gwiazdy III klasy (2002) – najwyższe odznaczenie przyznawane cudzoziemcom przez prezydenta Estonii[2]
- „Wawerczyk Roku 2009”
- Doktor honoris causa przyznany przez Lwowską Narodową Akademię Muzyczną im. M. Łysenki